# L'Énigme de l'univers
 (juillet 2022).
Si vous disposez d'ouvrages ou d'articles de référence ou si vous connaissez des sites web de qualité traitant du thème abordé ici, merci de compléter l'article en donnant les références utiles à sa vérifiabilité et en les liant à la section « Notes et références ».
L'Énigme de l'univers (titre original : Distress) est un roman de science-fiction de Greg Egan publié au Royaume-Uni en 1995 et en France en 1997.

## Résumé
Dans les années 2050 la science est sur le point d'atteindre son apogée. Sur l'île d'Anarchia, un congrès réunit les plus grands physiciens qui doivent présenter leurs Théorie De Tout censées expliquer tous les rouages de l'univers.
Andrew Worth, journaliste scientifique travaillant pour le réseau SeeNet, réalise un documentaire sur Violet Mosala, l'une des physiciennes les plus prometteuses. Il se voit malgré lui embarqué dans une machination qui fera intervenir des acteurs aussi différents que les Sectes Ignorantes, les Anarchistes ou encore les grandes compagnies de génétique.

## Les technologies
Les technologies présentées dans L'énigme de l'univers sont multiples et abordent de nombreux domaines.
Parmi les plus significatives : 
- Les caméras intégrées au corps des journalistes professionnels permettant d'enregistrer en direct tout ce qu'ils voient.
- Le minicom, sorte de mini ordinateur portable permettant de communiquer, d'accéder aux réseaux ou encore d'effectuer des recherches précises.
- Toute la ribambelle de logiciels intelligents capables d'améliorer les capacités physiques des individus ou d'effectuer des recherches autonomes sur les réseaux.
- Les technologies génétiques, comme celles ayant permis la création de l'île d'Anarchia ou celles utilisées pour le transhumanisme.

## Anarchia
L'île d'Anarchia est une île artificielle créée par des organismes génétiquement modifiés qui ont été volés par des anarchistes travaillant pour le compte de la compagnie EnGeneUity, laquelle cherche par tous les moyens à récupérer ce qu'elle estime être son bien.
L'île subit un boycott de toutes les autres nations pour son non-respect des licences génétiques et autres piratages. L'île n'a pas de gouvernement et s'autogère, chaque habitant étant conscient de la fragilité du système et souhaitant le préserver. Une certaine automatisation aide également à cette autogestion.